# Elenium
Elenium ist eine finnische Progressive- und Melodic-Death-Metal-Band aus Vantaa, die 1995 gegründet wurde.

## Geschichte
Die Band wurde im August 1995 von dem Sänger Jukka Pelkonen, dem Gitarristen Okko Pykäläinen und dem Keyboarder Johannes Salo gegründet. Ergänzt wurde die Besetzung durch den zweiten Gitarristen Daavid Varner, den Bassisten Tuomo Räisänen und den Schlagzeuger Mikko Niemelä. Im April 1998 kam Tommi Leinonen als neuer zweiter Gitarrist hinzu. Im selben Jahr erschien das Demo This Side of Paradise, das noch im selben Jahr bei Hella Records als EP wiederveröffentlicht wurde. 1998 trat die Band zudem auch zusammen mit Children of Bodom auf. 1999 verließ Pykäläinen die Gruppe. Im folgenden Jahr war die Band größtenteils inaktiv, da viele Mitglieder ihren Wehrdienst ableisten mussten. Im Herbst 2001 wurde Kasperi Heikkinen als zweiter Gitarrist hinzugefügt. 2002 schloss sich ein Demo mit drei Songs unter dem Namen Them Used Gods an. Dadurch erreichte die Band einen Plattenvertrag bei dem britischen Label Rage of Achilles. Hierüber erschien 2003 das Debütalbum For Giving – For Getting. Das Album wurde unter der Leitung von Nino Laurenne in den Sonic Pump Studios und im Finnvox Studio produziert. Im November 2004 ging es zusammen mit Omnium Gatherum, Amaral, Manitou und Kiuas auf Tournee durch Finnland. 2007 schloss sich das zweite Album Caught in a Wheel an. In ihrer Karriere spielte die Gruppe bisher auch in bekannteren finnischen Clubs wie dem Tavastia oder dem Nosturi sowie 2004 auf dem Ankkarock oder auch in der Kajaanihalli in Kajaani.

## Musikstil
Laut Eduardo Rivadavia von Allmusic wurde Elenium durch Bands wie Amorphis und Impaled Nazarene beeinflusst. progarchives.com ordnete die Musik dem Melodic Death Metal zu, wobei sie progressiver als die üblichen Vertreter des Genres sei. Für Martin Wickler vom Metal Hammer hatte das Album For Giving – For Getting einen melancholischen Klang. Es besitze sowohl einen finnischen Einfluss im Stil von Amorphis als auch einen leicht schwedischen von Edge of Sanity. Die Songs seien abwechslungsreich, oft sehr keyboardlastig und würden häufig ins Progressive abdriften. Martin Popoff schrieb in seinem Buch The Collector’s Guide of Heavy Metal Volume 4: The ’00s, dass die Band auf dem Album eine melodische Mischung aus Thrash- und Death-Metal spielt, die Erinnerungen an Rapture, Omnium Gatherum und Opeth wachrufe. Angereichert werde die Musik durch progressive Elemente, Power-Metal-Gitarren-Soli, Klargesang, akustische Passagen und Old-School-Keyboardklänge, die besser seien, als etwa bei Bands wie Kalmah. Das Schlagzeugspiel klinge stark nach Dark Tranquillity. Popoff zog zudem einen Vergleich zu frühen Lake of Tears und Edge of Sanity.

## Diskografie
- 1996: Demo 1996 (Demo, Eigenveröffentlichung)
- 1998: This Side of Paradise (Demo, Eigenveröffentlichung)
- 1998: This Side of Paradise (EP, Hella Records)
- 1999: Promo 1999 (Demo, Eigenveröffentlichung)
- 2001: Promo 2001 (Demo, Eigenveröffentlichung)
- 2002: Them Used Gods (Demo, Eigenveröffentlichung)
- 2003: For Giving – For Getting (Album, Rage of Achilles)
- 2007: Caught in a Wheel (Album, Kampas Records)